# Léon Pignon
Léon Marie Adolphe Pascal Pignon (19 tháng 4 năm 1908 - 4 tháng 4 năm 1976) là một chính khách và nhà ngoại giao người Pháp. Ông từng giữ chức Cao ủy Pháp tại Đông Dương từ tháng 10 năm 1948 cho đến tháng 12 năm 1950.

## Thân thế
Léon Pignon sinh ngày 18 tháng 4 năm 1908 tại Angoulême, Pháp. Sau khi tốt nghiệp ngành luật, năm 1928, ông vào học tại Trường Thuộc địa (École coloniale) và tốt nghiệp chuyên ngành năm 1931. Năm 1936, ông được bổ nhiệm công tác ở ban chính trị của Bộ Thuộc địa.

## Hoạt động trong Thế chiến thứ hai
Năm 1939, ông được điều động sang bên quân đội với cấp bậc trung úy, phụ trách mộ lính bản xứ để thành lập một đại đội súng trường ở Senegal sau đó chuyển về Pháp tham chiến. Ông được trao tặng Bắc Đẩu bội tinh để Ngũ đẳng vì các thành tích trong chiến tranh. Tuy nhiên, tháng 6 năm 1940, Pháp đầu hàng Đức sau một cuộc chiến chóng vánh. Léon Pignon bị bắt làm tù binh ở gần sông Somme, mãi đến tháng 1 năm 1942 mới được hồi hương.
Chính phủ Vichy có dự định bổ nhiệm Léon Pignon vào chức vụ Chánh văn phòng cho Đề đốc (Vice-amiral) Charles Platon, bấy giờ đang giữ chức Bộ trưởng Thuộc địa trong chính phủ của Thống chế Philippe Pétain, tuy nhiên ông đã từ chối. Thể theo nguyên vọng cá nhân, ông được điều chuyển về Văn phòng Thuộc địa ở Algiers.
Sau khi quân Mỹ đổ bộ vào Bắc Phi, chính quyền thực dân Pháp tại Bắc Phi được chuyển thuộc lực lượng Pháp quốc Tự do. Khi Ủy ban Giải phóng Quốc gia Pháp (Comité français de Libération nationale - CFLN) được thành lập, Léon Pignon được bổ nhiệm vào Ủy ban Thuộc địa. Sau khi quân Đồng minh tiến vào Paris và Chính phủ lâm thời Cộng hòa Pháp được thành lập, ông được được bổ nhiệm làm giám đốc Ban Đông Dương thuộc Pháp trong cơ quan chính trị của Bộ Thuộc địa.

## Tìm cách tái lập vị thế Pháp ở Đông Dương
Trong các thuộc địa Pháp, Đông Dương thuộc Pháp giữ vai trò rất quan trọng. Vì vậy, trên cương vị Giám đốc Ban Đông Dương thuộc Pháp, Léon Pignon được yêu cầu nhanh chóng chiếm lại Đông Dương, bấy giờ vẫn còn nằm dưới sự kiểm soát của Nhật Bản để tìm cách tái lập vị thế cai trị ở thuộc địa này. Ông tìm cách đến Vân Nam (Trung Quốc), nơi có một phái bộ DGER (Direction générale des études et recherches, cơ quan tình báo của lực lượng Pháp quốc Tự do) dưới sự chỉ huy của Thiếu tá Jean Sainteny, và tìm cách thiết lập liên lạc giữa chính phủ lâm thời Pháp và phong trào Việt Minh, nhằm ưu tiên phối hợp cho công tác chiến tranh chống lại quân Nhật, từ đó dọn đường cho người Pháp trở lại vai trò cai trị Đông Dương.
Tuy nhiên, những người Việt bản xứ tỏ ra biết cách tận dụng tình hình. Trải qua một quá trình dài để tích lũy lực lượng, ngay khi Nhật Bản tuyên bố đầu hàng Đồng minh, Việt Minh đã nhanh chóng tổ chức cướp lại chính quyền, giành được độc lập trước khi người Pháp kịp tái lập quyền cai trị cũ tại Đông Dương. Nhận ra nước Pháp đã chậm chân và Việt Minh đã giành được sự ủng hộ lớn lao của người bản xứ trong vai trò lãnh đạo một Đông Dương độc lập, cùng với Sainteny, Pignon ủng hộ một giải pháp hòa bình để tái lập ảnh hưởng của nước Pháp mới với thuộc địa cũ. Ông ủng hộ chủ trương đàm phán với Hồ Chí Minh, lãnh tụ của Việt Minh, người mà ông cho rằng là người duy nhất có khả năng và có thể đối thoại. Chính ông là người đã cố vấn cho Sainteny, tham gia công tác chuẩn bị và ký kết hiệp định ngày 6 tháng 3 năm 1946, hầu mở ra con đường tiếp quản Đông Dương trong hòa bình. Sau hiệp định, tháng 4 năm 1946, ông được bổ nhiệm làm Ủy viên Chính trị của Liên bang Đông Dương, một vị trí "chuẩn bị sẵn" cho một thể chế điều hành Đông Dương mới trong hòa bình.

## Pignon với Giải pháp Bảo Đại
Tuy nhiên, sau chiến tranh, nước Pháp đã kiệt quệ và rất cần nguồn tài nguyên để tái thiết. Trong chính trường Pháp, phe diều hâu nắm ưu thế và thể hiện xu hướng dùng vũ lực để tái lập quyền cai trị. Người Việt lại càng không muốn từ bỏ nền độc lập mà họ phải đổ biết bao xương máu mới giành lại được. Hiệp định ngày 6 tháng 3 nhanh chóng bị vô hiệu hóa bởi những cái đầu hiếu chiến và xung đột nhanh chóng biến chuyển thành chiến tranh. Chức vụ của Pignon hóa ra chỉ là cái danh vị hão.
Mặc dù vậy, vốn được cho là thân cận với Đô đốc d'Argenlieu, một người được xem là quá “thỏa hiệp” với người bản xứ, tháng 5 năm 1947, Léon Pignon bị tân Cao ủy Émile Bollaert đổi đi làm Ủy viên Cộng hòa Pháp tại Campuchia. Tuy nhiên, đến ngày 20 tháng 10 năm 1948, ông lại được Bộ trưởng Bộ Hải ngoại Paul Coste-Floret đề cử vào chức vụ Cao ủy Đông Dương. Trong nỗ lực tìm ra lối thoát hợp thức hóa quyền lực của Pháp tại Việt Nam mà không cần phải đàm phán với chính phủ Hồ Chí Minh, ông đã đề xuất nên Giải pháp Bảo Đại, thực chất là thành lập một chính phủ bản xứ trên danh nghĩa để che đậy quyền cai trị của Pháp.
Theo các hồi ức của Bảo Đại, ý tưởng về việc thành lập Hoàng triều Cương thổ trong lòng Quốc gia Việt Nam là do Léon Pignon đề xuất với ông ở Paris, với lập luận rằng các vùng đất dân tộc thiểu số trước đây không thuộc quyền quản lý trực tiếp của triều đình nhà Nguyễn và nó có thể được giao cho Quốc trưởng để giúp ông có thể thống nhất đất nước Việt Nam. Bảo Đại nói rằng mình chấp nhận đề nghị này vì ông tin rằng có thể giúp đỡ các bộ lạc dân tộc thiểu số trong việc phát triển và tận hưởng sự yên bình của lãnh thổ.